# Handihal, Bellary
Handihal là một làng thuộc tehsil Bellary, huyện Bellary, bang Karnataka, Ấn Độ.